# Karla Grosch

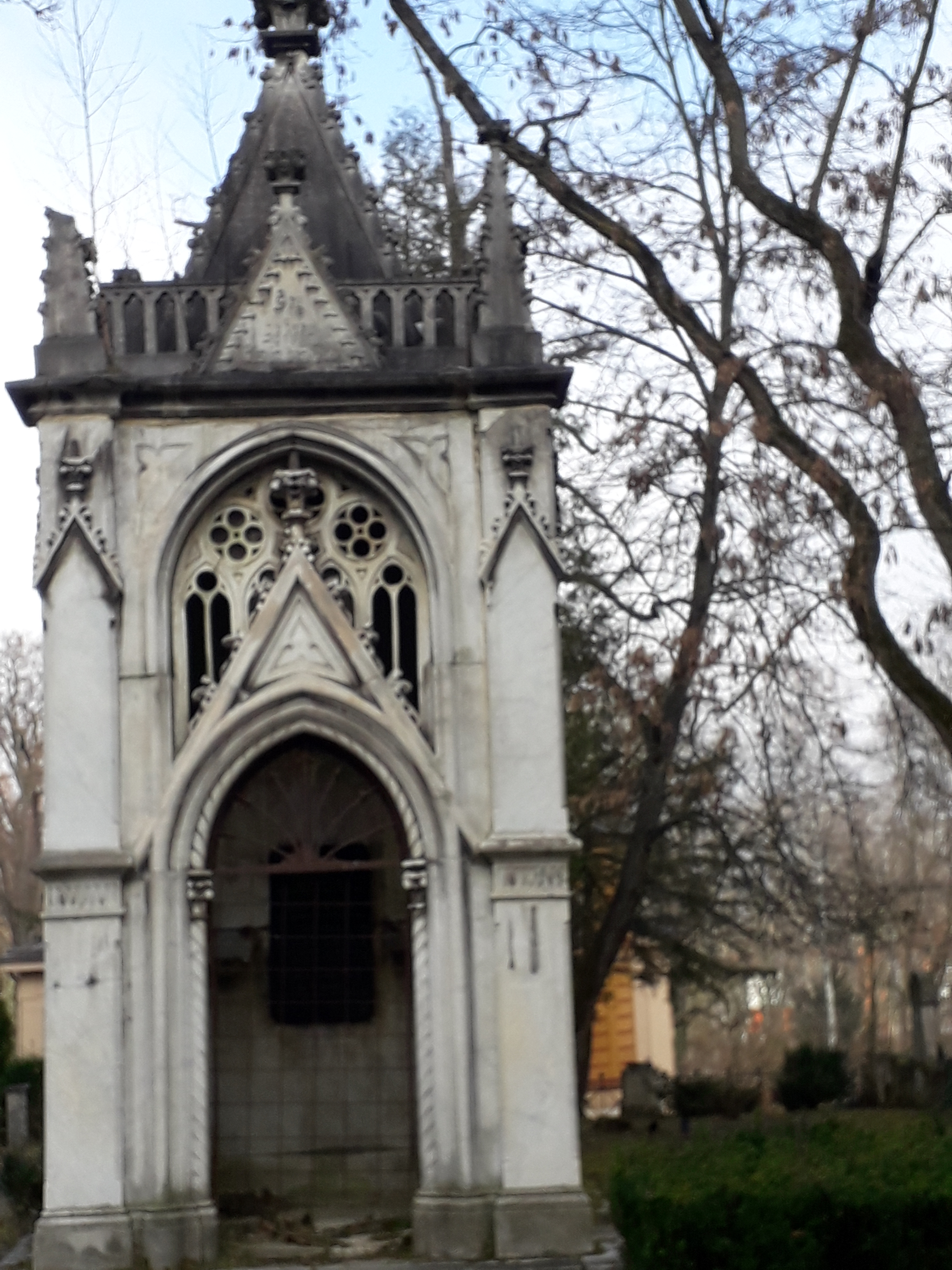
Grabmal der Familie von Rudolf Grosch

Karla Grosch (* 1. Juni 1904 in Weimar; † 8. Mai 1933 in Tel Aviv, Palästina) war eine deutsche Gymnastiklehrerin und Tänzerin.

## Leben
Sie war Schülerin von Gret Palucca in Dresden. Sie kam 1928 als zweite Lehrerin an das Bauhaus in Dessau, wo sie als Gymnastiklehrerin für die weiblichen Schülerinnen fungierte. Zudem wirkte sie als Tänzerin in der Bühnenklasse unter Oskar Schlemmer mit. Ihre Lehrtätigkeit endete 1932 mit der Schließung des Bauhauses in Dessau. Im Frühling 1933 emigrierte sie mit ihrem Verlobten Franz Aichinger nach Palästina ins Mandatsgebiet Palästina, wo sie kurz nach ihrer Ankunft bei einem Badeunfall ums Leben kam. Grosch war zu diesem Zeitpunkt schwanger.
Grosch war Tochter des Weimarer Lampenproduzenten und Stadtrats Rudolf Grosch. Die Grabstätte der Familie von Rudolf Grosch auf dem Historischen Friedhof Weimar nennt ihren Namen nicht auf der Grabplatte an der Wand, sondern in einer vertieften Inschrift unmittelbar darunter.